# Jimmie Eriksson
Jimmie Eriksson   (Västerås, p. dècada del 1960) és un antic pilot d'enduro suec de renom internacional. Al llarg de la seva carrera en va guanyar un Campionat d'Europa (1989) i un del món (1990), tots dos en la categoria de superiors a 500cc 4T. També va formar part de l'equip suec que va guanyar el Trofeu als Sis Dies Internacionals d'Enduro el 1990.